# Henny Hoobin

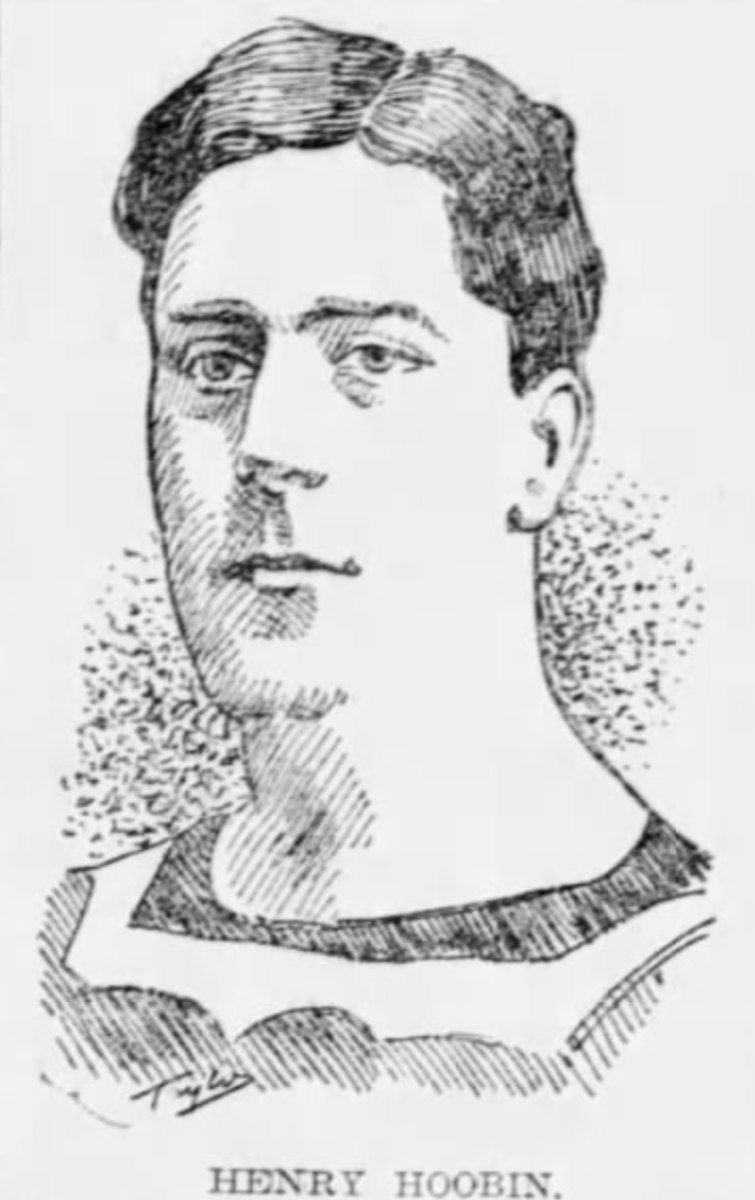
Foto do jogador de lacrosse canadense Henry Hoobin.

Henry Frances "Henny" Hoobin (Montreal, Quebec, 15 de fevereiro de 1879 – Montreal, Quebec, 20 de julho de 1921) foi um jogador de lacrosse canadense. Hoobin fez parte da equipe canadense que conquistou a medalha de ouro nos Jogos Olímpicos de Verão de 1908 em Londres.